# Брати Герасименки

Брати Герасиме́нки — українські народні гончарі Яким Агафонович (28 серпня (9 вересня) 1888 — 21 січня 1970) та Яків Агафонович (14 жовтня (26 жовтня) 1891 — 24 квітня 1969). Заслужені майстри народного мистецтва з 1936 року. Сини гончаря Агафона Герасименка. Працювали в селі Бубнівці (нині Гайсинський район Вінницької області України).

## Творчість
В 1933 році працювали в майстерні при школі Києво-Печерської лаври; з 1935 року — у Центральній експериментальній майстерні у Києві, де створили низку композицій на декоративних блюдах, кахлях. Створювали традиційні за формою, оздоблені рослинним та геометричним орнаментами куманці, барильця, баньки, баклаги, кахлі, тарілки, полумиски, блюда, гладущики, горщики, іграшки, фігурний посуд, а також кавові, чайні та столові сервізи. Виготовляли полив'яний цеглясто-червоний посуд, розписаний рудим, зеленим та білим ангобами.
Брали участь у всесоюзних та міжнародних художніх виставках. У 1936 році отримали 1-шу премію за столові і чайні сервізи на 1-й Всеукраїнській виставці українського народного мистецтва у Києві. Після німецько-радянської війни їхні декоративні тарелі, полумиски, блюда, зооморфний посуд експонувалися у Вінниці, Києві, Москві, Ленінграді, Парижі, Нью-Йорку.
Вироби зберігаються в музеях Вінниці, Санкт-Петербурга, Київському музеї українського народного декоративного мистецтва, Львівському музеї етнографії та художнього промислу та Музеї-садибі братів Герасименків у селі Новоселівці Гайсинського району.